# Odiliapeel
Odiliapeel (autrefois Terraveen) est un village de la commune néerlandaise d'Uden dans la province du Brabant-Septentrional. Le village compte 2 082 habitants au 1er janvier 2007.

## Histoire
Le village a été fondé en 1922 dans une plaine marécageuse dans la grande tourbière du Peel. C'est alors une colonie de tourbiers qui porte au début le nom Terraveen, « veen » signifiant tourbière.
Les défrichements donnent à Terraveen sa forme caractéristique de fourche de deux rues. Autour de Terraveen on plante des forêts pour s'abriter du vent.
Les chanoines réguliers de la Sainte-Croix, qui ont un monastère important à Uden, fondent une chapelle et rectorat à Terraveen. La patronne des chanoines est Sainte Odile. À leur demande, le conseil municipal d'Uden change au 5 mai 1930 le nom Terraveen en Odiliapeel. Un oratoire Sainte Odile se trouve légèrement à l'écart du village à la lisière de la forêt.
Les chanoines bâtissent en 1959 l'église de la Kruisvinding, ((fr): découverte de la croix) selon les plans de l'architecte Jan de Jong, Schaijk, de la Bossche School. L'église est déclarée monument par la commune d'Uden. Depuis quelque temps, la paroisse forme avec celles de Volkel et Zeeland l'Unité Pastorale Odiliapeel-Volkel-Zeeland.
L'actuel Odiliapeel se développe vers le sud-est. La maison villageoise Terra Victa héberge plusieurs services médicales et publiques, une bibliothèque et une salle de sports. Chaque année Odiliapeel fête la Journée des moutons avec une grande braderie.

## Personnalités nées à Odiliapeel
- Gerrit Braks (1933, politicien et ministre (CDA)
- Elle van Rijn (1967-), actrice

## Sources
- (nl) Uden.nl site officiel de la commune d'Uden
- (nl) Odiliapeel sur le site de l'Unité pastorale

## Galerie

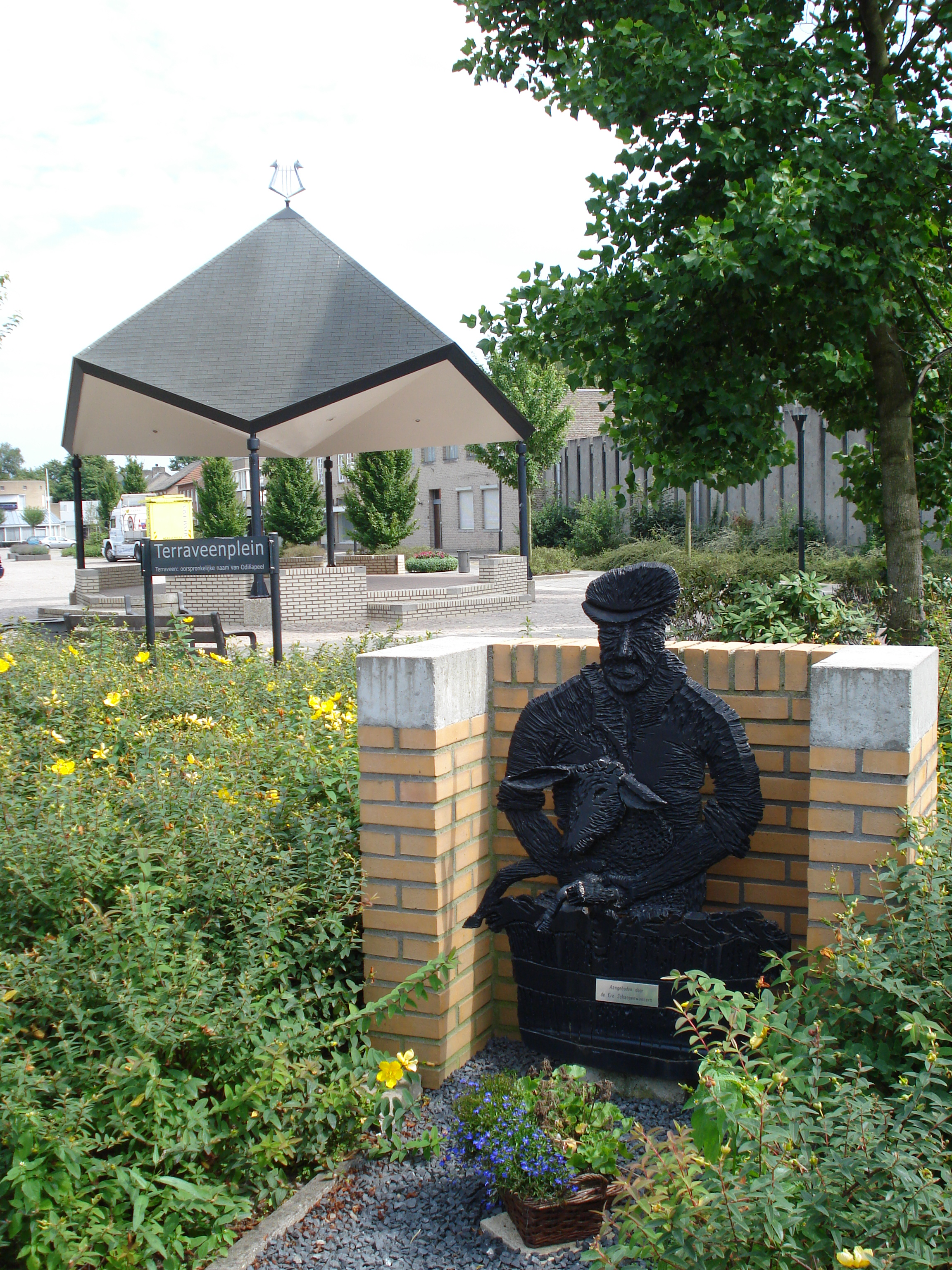
Odiliapeel, Terraveenplein, sculpture du tondeur de moutons
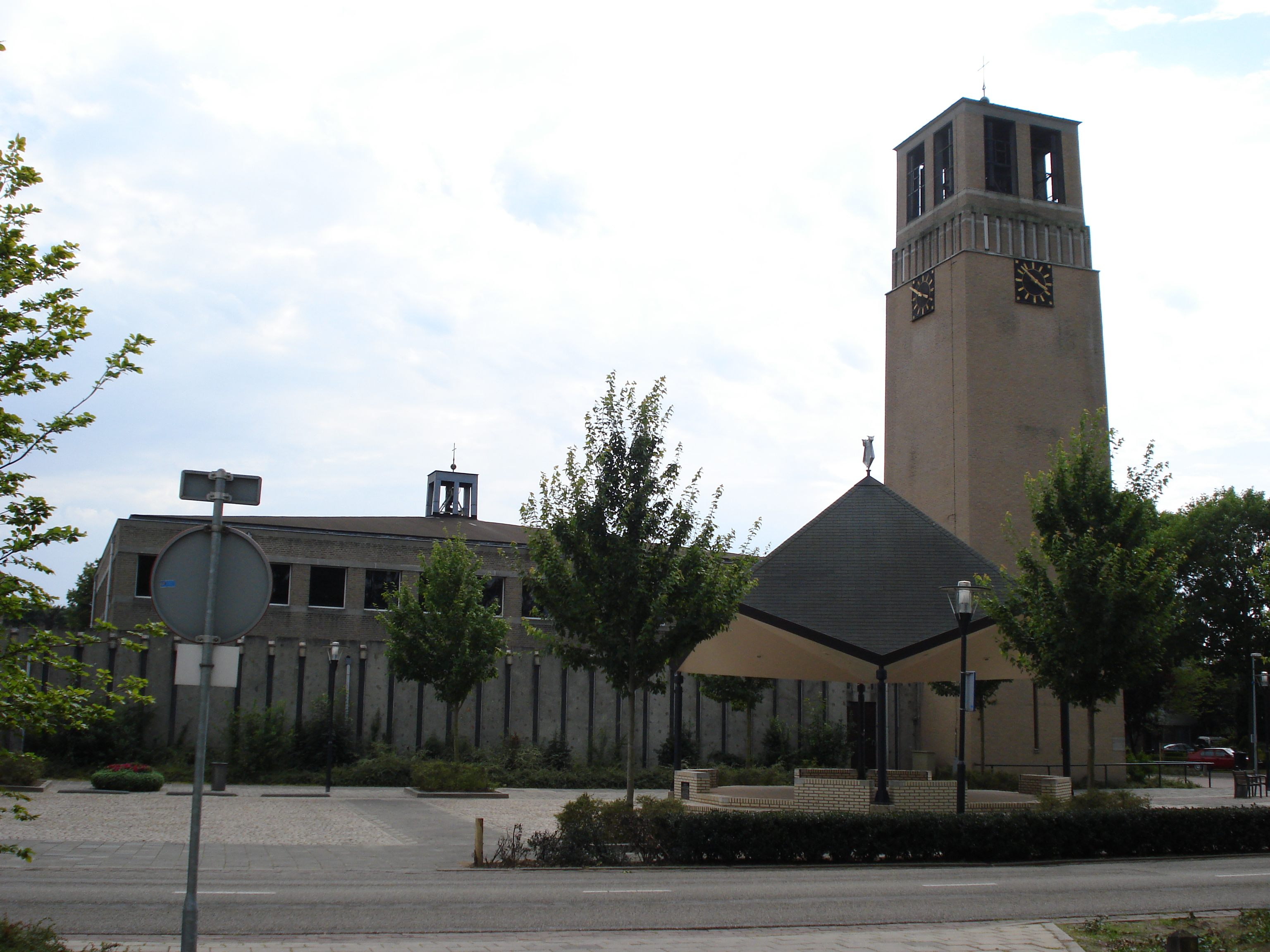
Odiliapeel, l'église de la découverte de la Croix
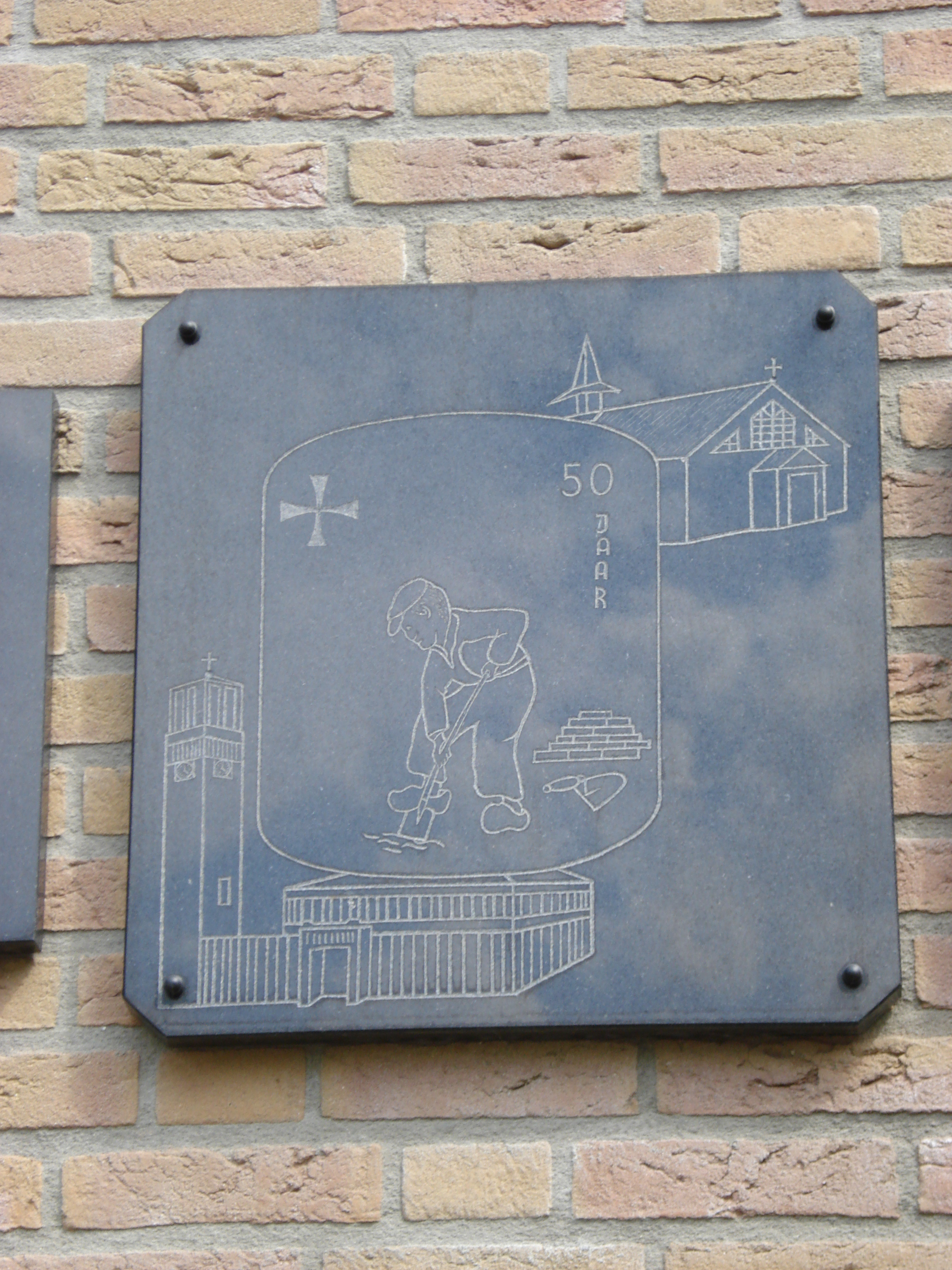
Odiliapeel, plaquette commémorant 50 ans d'existence